# Supercoupe de Russie masculine de volley-ball
La Supercoupe de Russie de volley-ball masculin est une compétition de volley-ball qui oppose le champion de Russie au vainqueur de la coupe de Russie. La première édition de la supercoupe de Russie de volley-ball a eu lieu au cours de la saison 2008-2009.

## Palmarès
| Année | Vainqueur          | Score                                     | Finaliste                |
| ----- | ------------------ | ----------------------------------------- | ------------------------ |
| 2008  | Dinamo Moscou      | 3 - 0 (25-18, 25-20, 25-23)               | Zenit Kazan              |
| 2009  | Dinamo Moscou      | 3 - 1 (25-22, 25-22, 25-27, 25-22)        | Zenit Kazan              |
| 2010  | Zenit Kazan        | 3 - 0 (25-23, 25-18, 25-16)               | Lokomotiv Belgorod       |
| 2011  | Zenit Kazan        | 3 - 0 (25-23, 29-27, 25-21)               | Lokomotiv Novossibirsk   |
| 2012  | Zenit Kazan        | 3 - 2 (22-25, 21-25, 25-18, 25-16, 15-10) | Lokomotiv Novossibirsk   |
| 2013  | Belogorie Belgorod | 3 - 2 (21-25, 21-25, 25-23, 25-23, 15-13) | Zenit Kazan              |
| 2014  | Belogorie Belgorod | 3 - 1 (25-21, 25-20, 21-25, 25-18)        | Zenit Kazan              |
| 2015  | Zenit Kazan        | 3 - 0 (25-21, 29-27, 25-15)               | Belogorie Belgorod       |
| 2016  | Zenit Kazan        | 3 - 0 (25-14, 25-18, 25-15)               | Dinamo Moscou            |
| 2017  | Zenit Kazan        | 3 - 0 (25-19, 25-21, 25-14)               | Dinamo Moscou            |
| 2018  | Zenit Kazan        | 3 - 1 (25-16, 21-25, 25-15, 25-20)        | Zénith Saint-Pétersbourg |
| 2019  | Kouzbass Kemerovo  | 3 - 1 (21-25, 25-21, 25-19, 25-23)        | Zenit Kazan              |
| 2020  | Zenit Kazan        | 3 - 2 (25-18, 22-25, 25-23, 23-25, 15-9)  | Lokomotiv Novossibirsk   |
| 2021  | Dinamo Moscou      | 3 - 1 (26-24, 25-21, 21-25, 29-27)        | Zénith Saint-Pétersbourg |
| 2022  | Dinamo Moscou      | 3 - 2 (33-35, 25-23, 25-23, 20-25, 15-8)  | Zenit Kazan              |
| 2023  | Zenit Kazan        | 3 - 0 (25-23, 25-22, 25-17)               | Dinamo Moscou            |

## Bilan par club
| Club               | Titres | Ville    | Année                                                |
| ------------------ | ------ | -------- | ---------------------------------------------------- |
| Zenit Kazan        | 9      | Kazan    | 2010, 2011, 2012, 2015, 2016, 2017, 2018, 2020, 2023 |
| Dinamo Moscou      | 4      | Moscou   | 2008, 2009, 2021, 2022                               |
| Belogorie Belgorod | 2      | Belgorod | 2013, 2014                                           |
| Kouzbass Kemerovo  | 1      | Kemerovo | 2019                                                 |